# Valle de Asúa

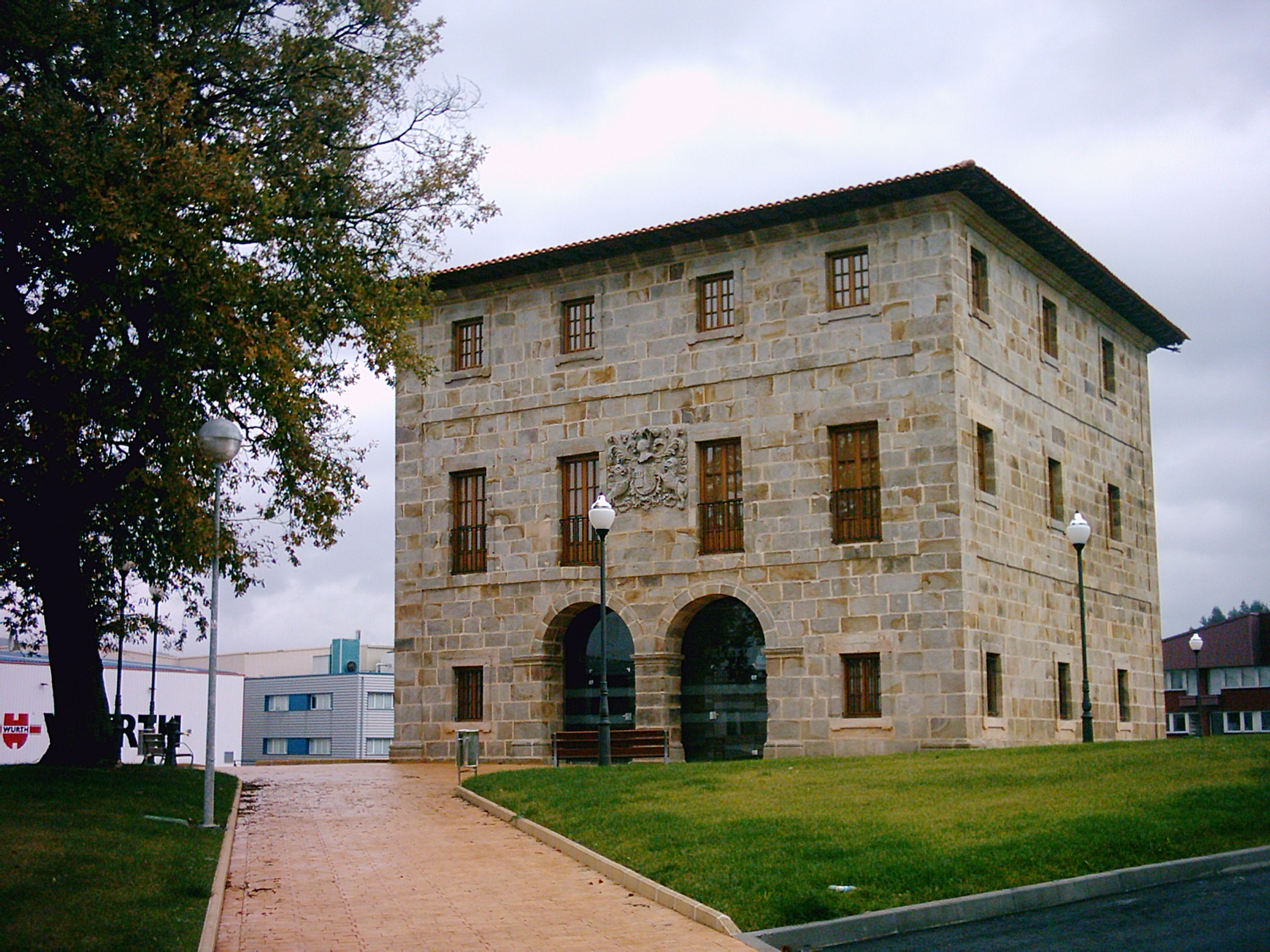
Palacio de Larragoiti, en Zamudio.

El Valle de Asúa (en euskera, Txorierri) es una subcomarca del Gran Bilbao, situada en la margen derecha de la ría de Bilbao, en la provincia de Vizcaya (País Vasco, España). Este valle forma parte del área metropolitana de Bilbao y está compuesto por seis municipios: Derio, Zamudio, Sondica, Lujua, Lezama y Larrabezúa, además de los barrios erandiotarras de La Campa, Goyerri y Asúa. Derio, el municipio más poblado, alberga la sede de la comunidad regional. Aunque oficialmente forma parte de la comarca de la Margen Derecha, junto a otros municipios como Erandio, Lejona, Guecho y Berango, por su tamaño y características geográficas se suele considerar como una subcomarca dentro del Gran Bilbao.
En términos económicos, el Valle de Asúa es un importante centro de desarrollo, destacando por la presencia de infraestructuras clave como el Aeropuerto Internacional de Bilbao y el Parque Científico y Tecnológico de Vizcaya, que lo convierten en un motor económico para la región. Además, el valle está bien comunicado con Bilbao a través de los túneles de Archanda. A nivel demográfico, en 2024 la población de la zona se acercó a los 15.000 habitantes según el Instituto Nacional de Estadística (INE). Esta combinación de zonas residenciales e industriales hace del Valle de Asúa un área de gran relevancia para la economía y el urbanismo de la región.

## Geografía
El valle limita con varios municipios y áreas geográficas. Al norte, se encuentra la comarca de Uribe; al sur, el municipio de Bilbao; al oeste, Erandio; y al este el municipio de Amorebieta-Echano. El río Asúa cruza esta comarca, desembocando finalmente en la ría de Bilbao, en el municipio de Erandio.
El paisaje natural del Valle de Asúa se caracteriza por una llanura, flanqueada al sur por los montes Archanda y Ganguren, y al norte por los montes Bizcargui, Gaztelumendi y Berreaga.

## Historia
El Valle de Asúa ha sido históricamente un lugar de gran importancia dentro del territorio de Vizcaya, destacándose especialmente durante la Edad Media por su vinculación al Señorío de Asúa. Esta región, que en sus primeras épocas estuvo marcada por una economía pastoral, experimentó grandes transformaciones a medida que la industrialización de Bilbao avanzaba, convirtiéndose en una de las zonas más industrializadas de la provincia. 
El Señorío de Asúa fue uno de los linajes más antiguos y relevantes de Vizcaya. De hecho, los Asúa fueron infanzones fundadores del Señorío de Vizcaya, y su influencia se extendió por el valle, consolidándose como una de las familias más influyentes de la zona. En el siglo XIV, esta familia construyó la torre de Asúa y, ya a mediados del siglo XV, varios miembros de esta familia participaron en la redacción del Fuero Viejo, un paso fundamental en la consolidación de las Juntas Generales de Vizcaya en 1452.
La familia Asúa jugó un papel fundamental en la historia del valle, tanto en lo político como en lo social. Con su dominio sobre el transporte fluvial entre las minas de hierro de Somorrostro y las ferrerías del interior, así como de múltiples molinos y tierras, controlaban una de las principales vías de comunicación de la región. Además, su influencia también se reflejaba en el ámbito religioso, ya que fueron fundadores y patronos de la iglesia de Santa María en Erandio.
A lo largo de los siglos, la familia Asúa consolidó su poder mediante la creación de un mayorazgo en 1561, tras el matrimonio de Ochoa Ortiz de Asúa y Águeda de Guecho y Martiartu, lo que unió las propiedades de ambas familias, que hasta entonces habían estado enemistadas. Este matrimonio no solo simbolizó la reconciliación de los linajes, sino que también permitió la consolidación de su poder en el valle de Asúa. La unión de los bienes y derechos de los Asúa con los de los Martiartu resultó en la creación de una estructura de propiedad sólida, que aseguraba la permanencia de sus propiedades bajo un control centralizado.
Sin embargo, la abolición de los señoríos a principios del siglo XIX con las reformas desamortizadoras significó la ruptura de las leyes del mayorazgo.

#### Etimología del lugar y derivaciones
El nombre que dieron o tomaron del Valle de Asúa tiene su etimología en el vocablo A-súa, que viene a significar ¡qué fuego!, bastando fijarse en la significación para comprender la antigüedad de este nombre. 
Hoy en día, existen múltiples apellidos derivados de la zona, entre los que se incluye Asúa, de Asúa, Real de Asúa, Azua, Assua... El apellido de Asúa pertenece a los descendientes del antiguo Señorío de Asúa. Por otra parte, Real de Asúa lo poseen aquellos descendientes de los recaudadores de impuestos del Valle de Asúa, es decir, los que recaudaban los reales. Por último, los apellidos Asúa, Azua, Assua... son de aquellos que vivían o viven en el Valle de Asúa.

## Municipios
| Nombre     | Población (2024) | Territorio (en km²) | Alcalde                                  | Partido político |
| ---------- | ---------------- | ------------------- | ---------------------------------------- | ---------------- |
| Derio      | 7.178            | 11                  | Esther Apraiz Fernández de la Peña       | PNV              |
| Larrabezúa | 2.047            | 21                  | Íñigo Gaztelu Bilbao                     | Bildu            |
| Lezama     | 2.459            | 17                  | Amaia Lekue Mezo                         | Bildu            |
| Lujua      | 2.359            | 15                  | Josu Andoni Begoña Fernández de Arroyabe | PNV              |
| Sondica    | 4.587            | 6                   | Naia Landa Bilbao                        | PNV              |
| Zamudio    | 3.314            | 21                  | Lander Arechabaleta Jáuregui             | PNV              |

El Valle de Asúa está compuesto por dicha serie de municipios oficialmente reconocidos como parte de esta comarca. No obstante, dado que su origen es principalmente geográfico, es común que algunos incluyan también los barrios de La Campa, Goyerri y Asúa, pertenecientes al municipio de Erandio.

## Infraestructura
El Valle de Asúa es una comarca vinculada estrechamente a Bilbao, que alberga importantes infraestructuras y empresas. Entre sus elementos destacados se encuentran el Aeropuerto Internacional de Bilbao (Lujua), el Cementerio de Vista Alegre (Derio) y el Parque Científico y Tecnológico de Vizcaya (Zamudio y Derio), además de una gran cantidad de empresas y polígonos industriales. En el pasado, también fue sede de la Rectoría de Derio, actualmente ubicada en el edificio Arteaga Centrum.
En cuanto a educación, Lauro Ikastola, situado en Lujua, es el principal centro educativo de la zona. Todos los municipios del valle cuentan con colegios públicos, excepto Lujua. En Derio, se encuentra el instituto regional, que también alberga la Escuela Politécnica y la Escuela Agrícola. Además, la comarca cuenta con centros educativos como Esperanza Alhama, Munabe, Urdaneta, Bizkaia y el Liceo Francés.
El Athletic Club tiene sus instalaciones deportivas en Lezama, mientras que en el ámbito sanitario, el Hospital de Zamudio se especializa en la atención de pacientes psiquiátricos.